# Kóspallag, Pesta
Kóspallag  este un sat în districtul Szob, județul Pesta, Ungaria, având o populație de 755 de locuitori (2011). 

## Demografie
Componența etnică a satului Kóspallag
     Maghiari (90,46%)
     Slovaci (8,27%)
     Necunoscut (0,42%)
     Alții (0,84%)
Componența confesională a satului Kóspallag
     Romano-catolici (71,13%)
     Fără religie (3,44%)
     Reformați (2,91%)
     Greco-catolici (1,59%)
     Necunoscută (19,47%)
     Alte religii (1,85%)
Conform recensământului din 2011, satul Kóspallag avea 755 de locuitori. Din punct de vedere etnic, majoritatea locuitorilor (90,46%) erau maghiari, cu o minoritate de slovaci (8,27%). Apartenența etnică nu este cunoscută în cazul a 0,42% din locuitori.  Din punct de vedere confesional, majoritatea locuitorilor (71,13%) erau romano-catolici, existând și minorități de persoane fără religie (3,44%), reformați (2,91%) și greco-catolici (1,59%). Pentru 19,47% din locuitori nu este cunoscută apartenența confesională.